# Людський розвиток (економіка)
Концепція людського розвитку розширює поняття економічного розвитку, включаючи соціальні, політичні та навіть етичні аспекти. З середини ХХ століття міжнародні організації, такі як ООН і Світовий банк, прийняли людський розвиток як цілісний підхід до оцінки прогресу країни, який враховує умови життя, соціальні відносини, індивідуальні свободи та політичні інститути, які сприяють свободі та добробуту, на додаток до стандартних показників зростання доходів.
Програма розвитку ООН визначає людський розвиток як «процес розширення можливостей вибору людей», тобто вибір, який дозволяє їм «вести довге і здорове життя, отримати освіту, насолоджуватися гідним рівнем життя», а також «політичну свободу, інші гарантовані права людини та різні складові самоповаги». Отже, людський розвиток — це набагато більше, ніж економічне зростання, яке є лише засобом розширення можливостей вибору людей.

## Історія
Розвиток людини сягає корінням у стародавню філософію та ранню економічну теорію. Арістотель зазначив, що «багатство, очевидно, не є тим благом, якого ми прагнемо, оскільки воно просто корисне для чогось іншого», а Адам Сміт і Карл Маркс були стурбовані людськими здібностями. Ця теорія набула значення у 1980-х роках після роботи Амарті Сена та його погляду на людські можливості, що зіграло роль у отриманні ним Нобелівської премії з економіки 1998 року. Відомими ранніми активними економістами, які сформулювали сучасну концепцію теорії людського розвитку, були Магбуб уль Гак, Унер Кірдар і Амартя Сен. Індекс людського розвитку, розроблений для Програми розвитку ООН (ПРООН), випливає з цього раннього дослідження.
Публікації Марти Нуссбаум наприкінці 1990-х і 2000-х років спонукали теоретиків приділяти більше уваги людині в теорії, а особливо людським емоціям. Окремий підхід частково походить від психологічних теорій потреб, які частково почалися з Абрагама Маслоу (1968). Представником цього є підхід до людського розвитку, розроблений Манфредом Максом-Ніфом у середині та наприкінці 1980-х років, який стосується людських потреб і тих, хто їх задовольняє, більш-менш статичних у часі та контексті.
Антропологи та соціологи також поставили під сумнів погляди на теорію людського розвитку, що випливають з неокласичної економіки. Прикладами таких вчених є Діана Елсон, Реймонд Апторп, Ірен ван Ставерен та Ананта Гірі. Елсон (1997) пропонує, щоб людський розвиток рухався в напрямку більш різноманітного підходу до індивідуальних стимулів. Це передбачає відхід від бачення людей як агентів, що контролюють свій вибір і обирають з набору можливостей, використовуючи людський капітал як один з багатьох активів. Натомість теоретики повинні розглядати людей як таких, що мають більш мінливий вибір, на який впливають соціальні структури і мінливі можливості, і використовувати гуманістичний підхід до теорії, що включає фактори, пов'язані з культурою, віком, статтю і сімейними ролями індивіда. Ці розширення виражають динамічний підхід до теорії, динамізм, який відстоювали Уль Гак і Сен, незважаючи на приховану критику цих двох діячів.
Намагаючись сприяти людському розвитку, Організація Об'єднаних Націй підтримує проведення раз на десять років Самітів Землі, на яких члени ООН обговорюють план дій під назвою «Порядок денний на ХХІ століття» - програму дій, яка гарантує, що людство буде існувати після 2100 року. Тисячі міст вже мають місцевий Порядок денний на 21 століття, і все більше компаній та організацій також узгоджують свої стратегічні плани зі стратегічним планом Порядку денного на 21 століття. З наближенням 2000 року Генеральний секретар ООН Кофі Аннан був змушений розробити те, що вже існувало в приватному секторі: розробити довгостроковий, середньостроковий та короткостроковий плани. Ці зусилля були підтримані в Порядку денному на XXI століття і отримали назву Цілей розвитку тисячоліття (ЦРТ), які були розраховані на період 2000-2015 років. Організація Об'єднаних Націй взяла на себе зобов'язання досягти цих цілей до 2015 року і таким чином зробити спробу сприяти людському розвитку. Оскільки досвід цього заходу був визнаний успішним, була розроблена подальша програма, яка отримала назву «Цілі сталого розвитку» (ЦСР).

## Вимірювання людського розвитку

Світова карта субнаціонального ІЛР (2018)

Існує шість основних стовпів людського розвитку: справедливість, стійкість, продуктивність, розширення можливостей, співпраця та безпека.
- Справедливість — це ідея справедливості для кожної людини, між чоловіком і жінкою; кожен з нас має право на освіту та охорону здоров'я.
- Сталий розвиток — це погляд, згідно з яким ми всі маємо право заробляти на життя, щоб підтримувати наше життя, і мати доступ до більш рівномірного розподілу благ.
- Продуктивність констатує повну участь людей у процесі формування доходу. Це також означає, що держава потребує ефективніших соціальних програм для своїх громадян.
- Розширення можливостей — це свобода людей впливати на розвиток і рішення, які впливають на їх життя.
- Співпраця стимулює участь і приналежність до спільнот і груп як засіб взаємного збагачення та джерело соціального значення.
- Безпека пропонує людям можливості вільного та безпечного розвитку з упевненістю, що вони не зникнуть раптово в майбутньому.[10]

### Звіт про людський розвиток
Глобальні звіти про людський розвиток (HDR) — це щорічна публікація, яка випускається Офісом ПРООН з питань людського розвитку та містить індекс людського розвитку. У рамках глобального HDR є чотири основні індекси: індекс людського розвитку, індекс гендерного розвитку, вимірювання гендерного розширення прав і можливостей та індекс людської бідності.  Існують не лише глобальні звіти про людський розвиток, а й регіональні та національні звіти. Регіональні, національні та субнаціональні (для окремих країн) HDR використовують різні підходи відповідно до стратегічного мислення окремих авторських груп, які створюють окремі звіти. Наприклад, у Сполучених Штатах Measure of America з 2008 року публікує звіти про людський розвиток із модифікованим індексом, індексом людського розвитку American Human Development Index, який вимірює ті самі три основні виміри, але використовує дещо інші показники, щоб краще відображати контекст США та максимально використовувати доступні дані.
Індекс людського розвитку – це спосіб для людей і націй побачити недоліки політики регіонів і країн. Хоча вважається, що оприлюднення цієї інформації спонукає країни змінити свою політику, немає жодних доказів, які б демонстрували зміни, і немає мотивації для країн це робити.

### Індекс людського розвитку
Індекс людського розвитку (HDI) є нормалізованим показником очікуваної тривалості життя, освіти та доходу на душу населення для країн у всьому світі. Це вдосконалений стандартний засіб вимірювання добробуту, особливо добробуту дітей і, таким чином, людського розвитку. Хоча цей індекс спрямований на спрощення людського розвитку, він набагато складніший за будь-який індекс або набір показників.
Звіт за 2007 рік показав невелике зростання світового ІЛР у порівнянні зі звітом попереднього року. Це зростання було викликано загальним покращенням у країнах, що розвиваються, особливо в групі найменш розвинених країн. Це помітне покращення в нижній частині було компенсовано зниженням HDI у країнах з високим рівнем доходу.

### Індекс людської бідності
Щоб відобразити прогалини в Індексі людського розвитку, Організація Об’єднаних Націй у 1997 році випустила Індекс людської бідності (HPI). HPI вимірює недоліки в трьох індексах індексу людського розвитку: довге і здорове життя, знання та гідний рівень життя. HPI покликаний надати ширший погляд на людський розвиток і адаптований до розвинених країн, щоб виявити соціальне відчуження.

### Індекс соціального прогресу
Індекс соціального прогресу публікує некомерційна організація Social Progress Imperative. Він поєднує показники, пов’язані з соціальним добробутом, рівністю, особистою свободою та стабільністю.

### Розширений індекс людського розвитку
Леандро Прадос де ла Ескосура має альтернативний набір даних про людський розвиток, який він називає розширеним індексом людського розвитку.

## Розвиток освіти
Порядок денний сталого розвитку до 2030 року, ухвалений Генеральною Асамблеєю Організації Об’єднаних Націй (ООН) у вересні 2015 року, закликає до нового бачення вирішення екологічних, соціальних та економічних проблем, з якими стикається сьогодні світ. Порядок денний включає 17 цілей сталого розвитку (SDGs), включаючи ЦСР 4 щодо освіти. Організація Об’єднаних Націй з питань освіти, науки і культури є лідером ЦСР 4, що охоплює всі аспекти освіти. За допомогою ініціатив, проектів, конвенцій та заходів ЮНЕСКО вирішує проблеми, пов’язані з освітою, і формує її майбутнє. Агентство ООН заснувало Конвенцію проти дискримінації в освіті, Конвенцію про кваліфікації вищої освіти та ініціативу «Майбутнє освіти». У вересні 2022 року Освітній саміт з питань трансформації забив на сполох про необхідність глобальних рішень. З цієї нагоди ЮНЕСКО опублікувала доповідь про «новий суспільний договір про освіту», закликаючи до «мирного, справедливого та стійкого» майбутнього та підкреслюючи важливість освіти в глибоких суспільних змінах.
З 1909 року відсоток дітей у країнах, що розвиваються, відвідують школу, зріс. До цього незначна меншість хлопчиків відвідувала школу. На початку двадцять першого століття більшість дітей у більшості регіонів світу відвідували ту чи іншу форму школи.  До 2016 року понад 91 відсоток дітей охоплено формальною початковою школою. Проте в усьому світі виникла криза навчання через те, що значна частина учнів, які навчаються в школах, не вчаться. Дослідження Світового банку показало, що «53 відсотки дітей у країнах із низьким і середнім рівнем доходу не можуть прочитати й зрозуміти просту історію до кінця початкової школи». Хоча навчання в школі стрімко зросло за останні кілька десятиліть, навчання не наслідувало цей приклад.
Загальна початкова освіта була однією з восьми міжнародних Цілей розвитку тисячоліття, у досягненні яких було досягнуто прогресу за останнє десятиліття, хоча бар’єри все ще залишаються. Особливо актуальною проблемою є забезпечення благодійного фінансування від потенційних донорів. Дослідники з Інституту зарубіжного розвитку вказали, що головними перешкодами для фінансування освіти є суперечливі пріоритети донорів, незріла архітектура допомоги, а також брак доказів і пропаганди цього питання. Крім того, Transparency International визначила корупцію в освітньому секторі як головний камінь спотикання на шляху досягнення загальної початкової освіти в Африці. Крім того, попит у країнах, що розвиваються, на покращений доступ до освіти не такий високий, як очікували іноземці. Уряди корінних народів не бажають брати на себе поточні витрати. Існує також економічний тиск з боку деяких батьків, які віддають перевагу тому, щоб їхні діти заробляли гроші в короткостроковій перспективі, а не працюють над довгостроковими вигодами від освіти.
Дослідження, проведене Міжнародним інститутом освітнього планування ЮНЕСКО, показує, що посилення можливостей у плануванні та управлінні освітою може мати важливий побічний ефект для системи в цілому. Сталий розвиток потенціалу вимагає комплексних втручань на інституційному, організаційному та індивідуальному рівнях, які можуть базуватися на деяких основоположних принципах:
- національне лідерство та відповідальність мають бути пробним каменем будь-якого втручання;
- стратегії мають відповідати контексту та залежно від контексту;
- плани повинні включати інтегрований набір додаткових втручань, хоча впровадження може здійснюватися поетапно;
- партнери повинні взяти на себе зобов’язання щодо довгострокових інвестицій у розвиток потенціалу, одночасно працюючи над деякими короткостроковими досягненнями;
- зовнішнє втручання має залежати від оцінки впливу національного потенціалу на різних рівнях;
- певний відсоток учнів слід відводити для імпровізації академіків (зазвичай це практикується в школах, після десятого класу).